# Boston (Kartenspiel)
Boston ist ein nach der nordamerikanischen Stadt Boston benanntes historisches Kartenspiel, das im 18. Jahrhundert zur Zeit des amerikanischen Freiheitskampfes erfunden worden sein soll, wahrscheinlich ist das Spiel aber schon etwas älter und französischen Ursprungs. Boston enthält Elemente des Whist, aber auch der Quadrille und war vor allem im 19. Jahrhundert sehr populär.
Die Popularität von Boston war relativ kurzlebig, doch es war sehr einflussreich für die Entwicklung der Kartenspiele als zweites bedeutendes Spiel nach der L’Hombre-Familie, das das Prinzip des Reizens oder Bietens verwendete. Im Gegensatz zu L’Hombre wurde beim Bieten auch das Spielziel verändert (beispielsweise: keinen Stich zu machen), nicht nur die Bedingungen, das Spielziel zu erreichen. Dies hatte insbesondere Einfluss auf Spiele der Tarock-Familie.

## Die Regeln

### Allgemeines
Boston wird mit einem Paket Whistkarten (d. h. französischer Spielkarten zu 52 Blatt) unter vier Personen gespielt; ein zweites Paket dient zum Farbe (Couleur) machen. Das aufgedeckte Blatt gibt die beste Farbe an. Ist es z. B. rot, so ist die andere rote Farbe die zweitbeste, und die beiden schwarzen stehen in dritter Reihe. Der Wert der Karten ist der natürliche, und die vier höchsten Blätter werden als Honneurs bezahlt, wie im Whist.
Jeder erhält dreizehn Blätter in zwei oder drei Würfen.
Das Ziel des Spiels ist es, je nach Gebot, so viele Stiche wie möglich zu machen oder gar keine. Die Vorhand hat das Recht, als Erster zu bieten.

### Die Spiele
Die Gebote lauten in aufsteigender Reihenfolge
- Boston: Der Spieler verpflichtet sich, mindestens fünf Stiche zu machen.
- Groß-Boston: Der Spieler verpflichtet sich, mindestens sechs Stiche zu machen.
- Petite misère:
- Grande misère:
- Indépendance: Der Spieler verpflichtet sich, mindestens sieben Stiche zu machen.

- Grande Indépendence (acht Stiche)
- Philadelphia (neun Stiche)

Die höchsten Spiele heißen:
- Souveraine (elf Stiche)
- Grande Souveraine (zwölf Stiche) und
- Concordia (alle dreizehn Stiche)

Die Farbe, in der sie spielen will, sagt sie aber erst dann an, wenn ihr das Spiel gelassen ist. Die Hinterhand kann entweder mit gleicher Stichzahl in höherer Farbe oder mit größerer Stichzahl überbieten.
Spielt man, wie es meist der Fall ist, allein, so muss man es gleich melden, widrigenfalls man nicht mehr das Recht hat, einen anderen, der »Whist« sagt, d. h. sich zum Gehilfen anbietet, zurückzuweisen. Der Gehilfe muss, wenn fünf Stiche (Boston) angesagt sind, drei Stiche machen. Sind sechs Stiche, sieben Stiche oder acht Stiche angesagt, so muss der Gehilfe vier Stiche gewinnen.
Werden neun Stiche oder mehr angesagt, so muss der Ansager alleine spielen.
Die Farbe, in welcher derjenige spielt, der die meisten Stiche ansagt hat, ist Trumpf. Man muss Farbe bedienen, es herrscht aber kein Stichzwang.
Außer den schon genannten Spielen kann nun auch
- Petite Misère (ouverte),
- Grande Misère (ouverte),
- Misère troquante,
- Misère à quatre as und
- Révolution

angesagt werden.
Alles dies sind Spiele, bei denen es darauf ankommt, keinen Stich zu machen. Bei Petite Misère legt der Spieler eine Karte weg, bei Misère troquante vertauscht er eine aus der Hand, bei Misère à quatre as zeigt er die vier Asse auf und braucht dann nur die drei letzten Stiche zu bedienen; bei Révolution decken alle vier die Karten auf, und drei beraten sich, wie dem Spieler ein Stich beizubringen sei. Es erhellt, dass Misère à quatre as am leichtesten zu gewinnen ist.
Noch wird im Fall, dass alle vier gepasst haben, Misère générale gespielt, wobei derjenige verliert, der die meisten Stiche bekommt.